# Die Fälle der Shirley Holmes
Die Fälle der Shirley Holmes (Originaltitel: The Adventures of Shirley Holmes) ist eine kanadische Kinderserie.

## Inhalt
Shirley Holmes ist die zwölfjährige Urgroßnichte des Meisterdetektivs Sherlock Holmes. Sie findet auf dem Dachboden ihres Wohnhauses eine exotisch anmutende Truhe, die sie nach der Lösung einiger Rätsel öffnen kann. Darin findet sie, neben Erinnerungsstücken ihres Urgroßonkels, darunter seine charakteristische Mütze, auch einen Brief, in dem Sherlock Holmes dem Finder des Briefes gratuliert und ihn zu seinem Nachfolger ernennt. 
Shirley tritt dieses Erbe an und betätigt sich nunmehr als Hobbydetektivin. Sie wird bei den Lösungen der Fälle von ihrem guten Freund Boris „Bo“ Sawchuck unterstützt. Die beiden kriegen es mit Dieben, Betrügern, Außerirdischen und nicht zuletzt Shirleys Nemesis Molly Hardy (Anspielung auf Professor Moriarty) zu tun.
Die Erstausstrahlung fand ab 1997 auf dem kanadischen Kindersender YTV statt. Ab Ende 1997 liefen die ersten 26 Folgen in Deutschland auf Nickelodeon. Die Ausstrahlung wurde später im ZDF und im KiKa in der Mitmachshow TKKG – Der Club der Detektive fortgesetzt.

## Besetzung
Die deutsche Synchronfassung entstand bei der Studio Hamburg Synchron. Dialogbuch und Dialogregie oblagen Ursula Sieg.
| Rollenname                 | Schauspieler       | Deutsche Synchronstimme |
| -------------------------- | ------------------ | ----------------------- |
| Shirley Holmes             | Meredith Henderson | Kristina von Weltzien   |
| Francis Boris „Bo“ Sawchuk | John White         | Tobias Schmidt          |
| Molly Hardy                | Sarah Ezer         | Thea Frank              |
| Bartholomew „Bart“ James   | Blair Slater       | Tobias Pippig           |
| Alicia Gianelli            | Annick Obonsawin   | Anna von Karp           |
| Sterling „Stink“ Patterson | Brendan Fletcher   | Jan-David Rönfeldt      |
| Robert Holmes              | Chris Humphreys    | Erik Schäffler          |

## Hintergrund
Die Fernsehserie wurde von der Credo Entertainment Group produziert und von Forefront Entertainment und dem Disney Channel vertrieben. Basierend auf der Serie erschienen 1998/1999 bei HarperCollins sieben Jugendbücher mit elf Geschichten verschiedener Autoren. Einen allgemeinen Überblick geben Stella Paskins und Sue Mongredien in ihrem Buch The essential case file (1998).

## Rezeption
Zweimal wurden Beteiligte an der Sendung mit Gemini Awards ausgezeichnet, zunächst 1998 die Drehbuchautorin Susin Nielsen (Kategorie „Best Writing in a Children’s or Youth Program“) und 1999 Hauptdarstellerin Meredith Henderson („Best Performance in a Children’s or Youth Program or Series“).

## DVD-Veröffentlichung
Das Label Pidax veröffentlichte 2021 alle vier Staffeln auf DVD.